# 路環市區 (巴士站)
路環市區（葡萄牙語：Vila de Coloane）位於澳門路環恩尼斯總統前地的一個巴士站。新福利25、26路線，澳巴50、N3路線途經該站。

## 歷史
- 2017年5月6日，因25路線取消行駛路環市區至黑沙海灘的一段行程而設立本站，同時50路線改以本站為總站。[1]

- 2018年9月1日，N3路線調整為循環線，以此站為循環點。

- 2020年3月12日，50路線調整為循環線，以此站為循環點。

- 2022年12月19日至2023年1月8日，新增“社區治療中心及社區門診專線”C07路線途經此站。[2][3]

- 2023年1月18日，25路線調整為循環線，以本站為循環點；26路線新增停靠本站，以本站為循環點。[4][5]

## 路線資料
| 新福利 | 25 | ↺ 路環市區 | 關閘 關閘總站 | - 路環警察訓練營 - 聯生圓形地 - 金峰南岸（金譽峰） - 石排灣公屋群 - 路氹連貫公路（新濠影匯、巴黎人、威尼斯人） - 氹仔嘉樂庇馬路（龍環葡韻、信虹花園） - 氹仔市區（百利寶花園、氹仔CTM） - 史伯泰（麗景灣酒店） - 蘇利安圓形地（小潭山觀景台） - 亞馬喇前地 - 財神酒店 - 水坑尾街 - 盧廉若公園 - 高士德（培正中學、亞利鴉架街） - 提督馬路（蓮峰游泳池） - 台山（巴波沙） |          |
| 新福利 | 26 | ↺ 路環市區 | 筷子基北灣    | - 路環警察訓練營 - 聯生圓形地 - 金峰南岸（金譽峰） - 石排灣公屋群 - 蓮花路停車場（ 輕軌蓮花站） - 路氹連貫公路（新濠影匯、巴黎人、威尼斯人） - 偉龍馬路（土木工程實驗室） - 氹仔客運碼頭（ 輕軌氹仔碼頭站） - 信安馬路 - 高勵雅馬路（沙崗墳場、海灣花園） - 湖畔公園 - 澳門運動場 - 賽馬會及柯維納馬路（ 輕軌馬會站） - 氹仔海濱花園（ 輕軌海洋站） - 海洋花園（紫荊苑） - 旅遊塔 - 媽閣碼頭（ 輕軌媽閣站） - 河邊新街（凱泉灣、李道巷） - 內港客運碼頭 - 十六浦及沙欄仔 - 白鴿巢 - 新橋區（鏡湖醫院、永樂戲院） - 提督馬路（紅街市） - 沙梨頭南街（運順新邨、Donki） |          |
| 澳巴   | 50 | ↺ 路環市區 | 城市日前地    | - 路環警察訓練營 - 聯生圓形地 - 金峰南岸（金譽峰） - 石排灣公屋群 - 蓮花路停車場（ 輕軌蓮花站） - 澳門協和醫院（ 輕軌協和醫院站） - 東亞運（巴黎人花園）（ 輕軌東亞運站） - 美獅美高梅及新濠天地（ 輕軌路氹東站） - 氹仔嘉樂庇馬路（龍環葡韻、信虹花園） - 氹仔市區（百利寶花園、氹仔CTM） - 史伯泰（麗景灣花園） - 蘇利安圓形地（小潭山觀景台） - 亞馬喇前地 - 財神酒店及假日酒店 - 皇朝（宋玉生廣場、柏嘉街、凱旋門、永利、美高梅） |          |
| 澳巴   | N3 | ↺ 路環市區 | 亞馬喇前地    | - 路環警察訓練營 - 聯生圓形地 - 金峰南岸（金譽峰） - 石排灣公屋群 - 路氹連貫公路（新濠影匯、巴黎人、威尼斯人） - 氹仔嘉樂庇馬路（龍環葡韻、信虹花園） - 氹仔市區（百利寶花園、氹仔CTM） - 史伯泰（麗景灣酒店） - 蘇利安圓形地（小潭山觀景台） - 海洋花園及氹仔海濱休憩區 - 媽閣碼頭（ 輕軌媽閣站） - 河邊新街（凱泉灣、李道巷） - 內港客運碼頭 - 新馬路及殷皇子馬路 | 夜間路線 |

## 爭議
- 本站設於一個雙線行車的細小迴旋處內，整個站點的長度僅約20米，且站尾端為轉彎處，若本站有多部車輛長時間停留，整個迴旋處即時癱瘓。在聯生圓形地總站未啟用前，25路線的車長需要放棄在本站的休息時間，直接離站返回關閘，此運作模式與循環線無異。

## 鄰近公共運輸站
C659 路環街市（Mercado M. de Coloane）
路線：15、21A、26A
C660 路環居民大會堂（Assoc. de M. de Coloane）
路線：15、21A、26A、N3夏季

## 外部連結
- 新福利官方網站 （繁體中文） （页面存档备份，存于）
- 澳巴官方網站 （繁體中文） （页面存档备份，存于）